# Lophozozymus pictor
Lophozozymus pictor (Fabricius, 1798) è un granchio marino della famiglia Xanthidae.